# خلید بن قره یربوعی
خلید بن قره یربوعی از یاران و کارگزاران علی بن ابی طالب در زمان خلافت وی بود. علی هنگام استقرار در کوفه و 1قبل از نبرد صفین وی را به امارت خراسان بزرگ گماشت. به روایت نصر بن مزاحم، وی در نزدیک نیشابور دریافت که مردم خراسان از اطاعت خلافت سرپیچی کرده اند و گروهی از کارگزاران ساسانیان از کابل آمده و مردم را به شورش خوانده اند. خلید با اهالی نیشابور جنگید و آنها را شکست داد و مردم شهر را محاصره نمود و فتح کرد. نقل است که سپس دو دختر یزدگرد سوم را که از کابل آمده بودند و آنها را امان داده بود، نزد علی فرستاد.